# Tambatitanis
Tambatitanis là một chi khủng long, được Saegusa & Ikeda mô tả khoa học năm 2014.